# ХК Динамо Рига
ХК Динамо Рига (лет. Rīgas Dinamo) је професионални клуб у хокеју на леду из Риге (Летонија). Тренутно се такмичи у КХЛ лиги, у дивизији Бобров.
Стари клуб "Динамо Рига" је основан 1946. године, али је 1995. екипа расформирана. Клуб је поново обновљен 2008. и од тада се такмичи у КХЛ лиги. Домаће утакмице клуб игра у Арени Рига која има капацитет од 10.300 места за мечеве хокеја на леду.

## Историјат клуба
Прва хокејашка утакмица на територији тадашње Руске империје одиграна је у Риги 1908. године, а 1931. Летонија је постала чланица IIХФ-а. Већ наредне године су летонски хокејаши наступили на Европском првенству, а убрзо и на Светском хокејашком првенству. И управо је из Риге кренуло ширење хокеја на леду на целу територију Совјетског Савеза.
Клуб је основан 1946. године као Динамо Рига, али је кроз историју често мењао име. Тако је у периоду од 1949/58 и од 1960/63 наступао под именом ХК Даугава. У периоду 1963 — 1991. клуб се звао само Динамо. У лиги Совјетског Савеза клуб је највећи успех остварио у сезони 1987/88 када је под тренерском палицом Владимира Јурзинова освојио друго место у првенству (изгубили у финалном мечу доигравања од ЦСКА Москва).
Након стицања независности Летоније, клуб је у периоду од 1991. до 1995. мењао име у ХК Рига, ХК Рига Старс и ХК Парадаугава и такмичио се у домаћој лиги Летоније. Године 1995. клуб је престао да постоји, а његов рад је обновљен 13 година касније, и од тада (од 2008) клуб се такмичи у КХЛ лиги као ХК Динамо Рига. Највећи успех остварили су у сезони КХЛ 2009/10 када су у полуфиналној серији Западне конференције поражени од КХ МВД са 4:1, а исти успех остварили су и у сезони 2010/11 када су изгубили од Локомотиве такође са 4:1 у серији.

## Најбољи стрелци
Легенда: ПОЗ = Позиција; У = Одиграно утакмица; Г = Голови; A = Асистенције; П = Поени (Г + А); П/У = Поена по утакмици; Подебљани су тренутни играчи Динама
| Хокејаш             | ПОЗ | У   | Г  | A  | П  | П/У  |
| Марцел Хоса         | ЛК  | 108 | 57 | 42 | 99 | 0.92 |
| Александрс Ниживијс | ДК  | 156 | 33 | 66 | 99 | 0.64 |
| Лаурис Дарзињш      | ЛК  | 155 | 43 | 48 | 91 | 0.59 |
| Микелис Редлихс     | ДК  | 165 | 42 | 46 | 88 | 0.53 |
| Марк Хертиген       | Ц   | 100 | 36 | 26 | 62 | 0.62 |
| Јанис Спруктс       | Ц   | 106 | 21 | 41 | 62 | 0.58 |
| Гиртс Анкипанс      | ЛК  | 153 | 21 | 36 | 57 | 0.37 |
| Сандис Озолињш      | О   | 84  | 12 | 44 | 56 | 0.67 |
| Мартињш Карсумс     | ДК  | 64  | 21 | 19 | 40 | 0.63 |
| Гунтинс Галвињш     | О   | 144 | 8  | 30 | 38 | 0.26 |

| Хокејаш             | Поз | Г  |
| Марцел Хоса         | ЛК  | 57 |
| Лаурис Дарзињш      | ЛК  | 43 |
| Микелис Редлихс     | ДК  | 42 |
| Марк Хартиган       | Ц   | 36 |
| Александрс Ниживијс | ДК  | 33 |
| Гиртс Анкипанс      | ЛК  | 21 |
| Јанис Спруктс       | Ц   | 21 |
| Мартињш Карсумс     | ДК  | 21 |
| Мартињш Ципулис     | ЛК  | 17 |
| Мет Елисон          | Ц   | 15 |

| Хокејаш             | Поз | A  |
| Александрс Ниживијс | ДК  | 66 |
| Лаурис Дарзињш      | ЛК  | 48 |
| Микелис Редлихс     | ДК  | 46 |
| Сандис Озолињш      | О   | 44 |
| Марцел Хоса         | ЛК  | 42 |
| Јанис Спруктс       | Ц   | 41 |
| Гиртс Анкипанс      | ЛК  | 36 |
| Гунтис Галвињш      | О   | 30 |
| Марк Хартиган       | Ц   | 26 |
| Мет Елисон          | Ц   | 22 |

## Резултати

### Успеси ван КХЛ лиге
- Друго место на првенству Совјетског Савеза 1988.
- Четврто место на првенствима Совјетског Савеза (1947, 1948, 1977, 1986 и 1990).
- Полуфинале Купа Совјетског Савеза (1977, 1979).
- Победник Купа Летоније (2009).
- Бронза на Купу Председника Казахстана(2010).
- Вицепрвак Купа Летоније (2010).
- Вицепрвак купа „Етеља-Сајмаа“ ("Etelä-Saimaa" Turnaus) (2011).
- Треће место у Купу Летоније (2011).

### Резултати у КХЛ лиги
Лигашки део сезоне
У = Број утакмица, Поб = победе у регуларном току, ПП/Пп = победа након продужетака/након пенала, Пор = пораз у регуларном току, Б = Освојено бодова , ГД/ГП = Број постигнутих/примљених погодака
| Сезона     | У   | Поб (ПП/Пп) | Пор (ПорП/Порп) | Б   | Б/У  | ГД/ГП     | Пласман (у лиги/у конференцији) |
| ---------- | --- | ----------- | --------------- | --- | ---- | --------- | ------------------------------- |
| 2008/09    | 56  | 24 (3/2)    | 23 (1/3)        | 86  | 1.54 | 132 – 156 | 10. / —                         |
| 2009/10    | 56  | 23 (1/3)    | 22 (3/4)        | 84  | 1.50 | 174 – 175 | 13. / 8.                        |
| 2010/11    | 54  | 20 (2/5)    | 20 (5/2)        | 81  | 1.50 | 160 – 149 | 13. / 7.                        |
| 2011/12    |     |             |                 |     |      |           |                                 |
| КХЛ укупно | 166 | 67 (6/10)   | 65 (9/9)        | 251 | 1.51 | 466 – 480 | Најбољи: 10. / 7.               |

Доигравање статистика
| Сезона                                | Рунда                     | Противник     | Резултат у серији (утакмице)                    |
| ------------------------------------- | ------------------------- | ------------- | ----------------------------------------------- |
| континентална хокејашка лига 2008/09. | 1. рунда                  | Динамо Москва | 0–3 пор. (0–4, 1–7, 3–4)                        |
| континентална хокејашка лига 2009/10. | Конференцијско 1/4 финале | ХК СКА        | 3–1 поб. (2–0, 3–1, 2–4, 4–2)                   |
| континентална хокејашка лига 2009/10. | Конференцијско 1/2 финале | ХК МВД        | 1–4 пор. (1–4, 0–2, 3–1, 5–4 OT, 2–3 НП)        |
| 2011.                                 | Конференцијско 1/4 финале | Динамо Москва | 4–2 по. (2–1 НП, 4–8, 5–1, 2–1 НП, 1–3, 2–1 НП) |
| 2011.                                 | Конференцијско 1/2 финале | Локомотива    | 1–4 пор. (2–4, 5–3, 4–8, 2–6, 4–5 НП)           |

НП - након продужетака
Јубилеји
|                                                 | Датум               | Детаљи                         |
| ----------------------------------------------- | ------------------- | ------------------------------ |
| Први КХЛ меч (и прва победа)                    | 2. септембар 2008.  | 4–2 победа над ХК Амур         |
| Прва КХЛ домаћа утакмица (и прва домаћа победа) | 11. септембар 2008. | 2–1 победа над ХК МВД          |
| Први КХЛ плеј-оф меч                            | 1. март 2009.       | 0–4 пораз против Динамо Москва |
| Прва победа у КХЛ плеј-офу                      | 10. март 2010.      | 2–0 над ХК СКА                 |
| Прва КХЛ плеј-оф победничка серија              | 14. март 2010.      | 3–1 победа у серији над ХК СКА |